# Hydroxylapatit
Hydroxylapatit, často nazývaný hydroxyapatit (zkratka HA resp. HAp), je minerál a jeden z nejvýznamnějších biokeramických materiálů. Jde o přirozenou formu vápníku a fosforu resp. apatitu se vzorcem Ca5(OH)(PO4)3 resp. Ca10(OH)2(PO4)6 pro naznačení, že krystalová jednotka obsahuje dvě molekuly. Čistý hydroxylapatitový prášek je bílý. V přírodě se vyskytující apatity však mají též hnědý, žlutý či zelený nádech. Hydroxylapatit je hlavní anorganickou složkou kostí a zubů.

## Medicínské užití
Tato látka využívaná v lékařství je horkým favoritem při přípravě materiálu vhodného pro ortopedické implantáty. HA má bioaktivní, biokompatibilní a non biodegradabilní vlastnosti. Možné jsou kostní a kloubní náhrady či zubní aplikace, používá se také jako katalyzátor v organických syntézách nebo při čištění vody (odstraňování těžkých kovů).
Hydroxylapatit kombinovaný s polymerními materiály (např. kolagen) prokazuje na makroskopické i na mikroskopické úrovni strukturu podobnou kostem. V pokročilých technologických postupech se v současností ve světě připravují a testují nanočástečky hydroxylapatitu kombinované technikou stereolitografie s několika vrstvami polymerových materiálů.

## Příprava
Základní reakce je:
10 CaSO4·0,5H2O + 6 (NH4)2HPO4 → Ca10(OH)2(PO4)6 + 6(NH4)2SO4 + 4 H2SO4 + 3 H2O
Obvykle je hydroxylapatit připravován „mokrou cestou“, často pomocí sol-gel nebo hydrotermální metody. Jejich nevýhody jsou však: nutná kontrola velkého množství parametrů, dlouhá doba reakce a různý tvar částic.
Jedna z možných dalších cest je příprava hydroxylapatitu mikrovlnnou-hydrotermální syntézou, kterou lze schematicky shrnout následovně
1. Syntéza v mikrovlnné troubě
2. Filtrace a promytí prášku
3. Sušení (2h/80 °C).

## Paleontologie
Hydroxylapatit je také významnou součástí zkamenělin pravěkých obratlovců. Jeho podrobný výzkum (na bázi rozboru izotopů uhlíku) může odhalit jinak nezjistitelné informace, jako je pravděpodobná potrava daného tvora.